# マクシム・コヴァレフスキー
マクシム・マクシモーヴィチ・コヴァレフスキー（Maksim Maksimovich Kovalevsky、1851年9月8日 - 1916年4月5日）は、ロシアの歴史学者、社会学者、法学者。

## 人物
ウクライナの貴族の家に生まれ、幼少期をハルキウで過ごした。ハルキウ大学のドミートリ・カチェノフスキーの下で学んだ後、ベルリン、パリ、ロンドンでも学び、カール・マルクス、フリードリヒ・エンゲルス、ハーバート・スペンサー、ウラジーミル・ソロヴィヨフらとも交流した。

## 主な著書
- 『共同体的土地利用、その崩壊の原因、過程、結果』1879年
- 『法律学における史的=比較的方法』1880年
- 『中世末期イギリスの社会機構』1880年
- 『原始法』(2冊)1886年
- 『現代の慣習と古代法』(2巻)1886年
- 『カフカースにおける法律と慣習』(2巻)1890年
- 『家族と所有の起源と発展』(仏文)1890年
- 『ロシアの現代の慣習と古代法』(英文)1891年
- 『現代民主主義の起源』(4巻)1895-1901年
- 『現代、古代、近古における氏族生活』1905年
- 『社会学』(2巻)1910年